# 孀婦岩

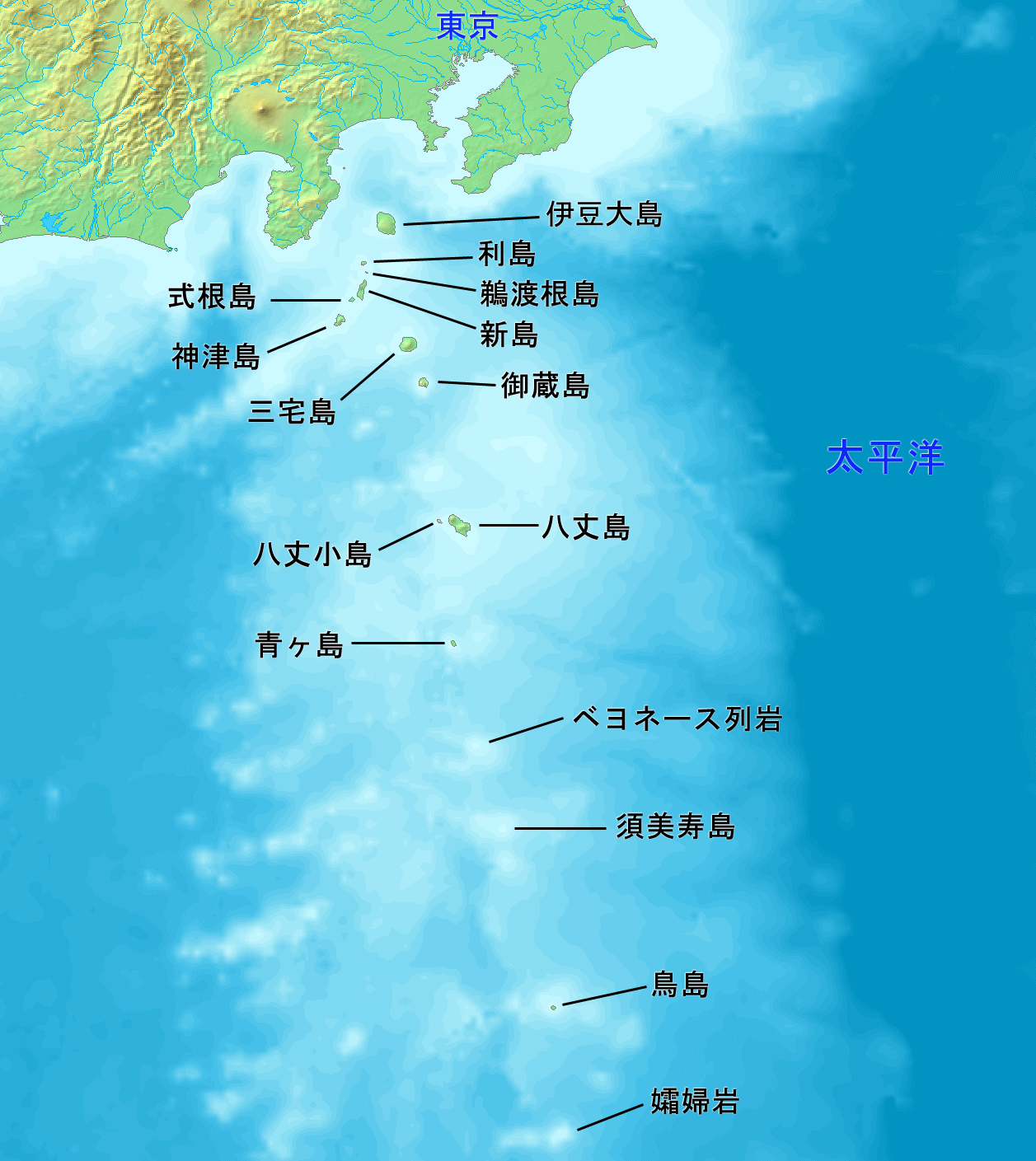
孀婦岩の位置（図中の最下）

孀婦岩（そうふがん、そうふいわ）は、伊豆諸島最南端、東京の南約660kmに位置する高さ99mの孤立突岩である。活火山とされる。
東京都の直轄地であり、東京都総務局の出先機関である八丈支庁が管理事務を行っている。2016年時点で所属市町村未定であり、本籍を置くことはできない。

## 地理
東京の南約660キロメートル、鳥島の南約76キロメートルに位置する標高99メートル、東西84メートル、南北56メートル、面積0.01平方キロメートルの顕著な黒色孤立突岩。山体の大部分は海面下にあり、地塊は東西約50キロメートルにわたっており比高1,500メートル-2,000メートルほどの2つの高まりをもつ。
周囲にはわずかな大陸棚が広がっているが、すぐに2,500ｍほどの深海につながっている。
日本放送協会（NHK）や産業技術総合研究所等による海底から陸上までの調査により、岩質は海底部分は玄武岩であり、海上部分は安山岩であることが判明している。頂上付近には水面に対して垂直方向の柱状節理が認められる。
2003年に活火山の基準が見直された際に、新たに活火山に選定された。カルデラ式海底火山の外輪山にあたり、孀婦岩の南西2.6キロメートル、水深240メートルには火口がある。海底から海上に及ぶ形状は、ケーキに立てられた1本のろうそくにも例えられる。
その形状のために上陸することは困難であるが、1972年に日本山岳会東海支部の池沼慧らが登頂を目指して上陸。しかしメンバーの転落事故により半分ほど登ったところで断念した。その後、1975年7月21日に早稲田大学岳友会の水野生雄と田村俊輔が初登頂に成功した。ほか、2003年にもロッククライミングで登頂した例などが存在する。2017年5月には増本亮らクライマー2人、NHKカメラマン2人の計4人が上陸に成功している。
伊豆諸島へのクルージング旅行の際に航路によっては船上から見ることもできる。
周辺は航海の難所ながら、豊かな漁場として伊豆・小笠原漁民に知られる。また、高い透明度と豊富な魚影からスキューバダイビングの聖地とする人も多い。

## 歴史
孀婦岩について初めて確実な記録を残したのは、イギリス帝国のジョン・ミアーズであった。彼は交易のため2艘の船団でマカオを出発、ミンダナオ島を経て北アメリカに向かう途上で孀婦岩を目撃した。ミアーズの記録によると1788年4月9日、彼は初めてこの岩を目撃し「その岩に近づくにつれ、我々の驚きはより大きくなった。船員たちは何か超自然的な力が、この岩の形を現在の形に突然変えたのだ、と強く信じたがっていた」と書き記した。
ミアーズは、この岩をその不思議な形から、旧約聖書 創世記19章26節に記された、神の指示に背いたために塩の柱に変えられてしまった人物に見立てて「Lot's wife（ロトの妻）」と名づけた。ミアーズの報告と実際の岩の位置は経度が大きく異なっているが（実際より17度も東にずれている）、緯度などその他の部分では正確に記録されており、ミアーズが使用していたクロノメーター（経度を正しく把握するためには正確な時計が必要）の精度不足が原因と思われる。
日本語文献では、1885年の『寰瀛水路誌』（海軍省水路局刊）に初めて「孀婦岩」の名が現れる。「孀婦」とはやもめの意味であるが、創世記に記された「ロトの妻」は寡婦ではなく、名称の由来は不明である。今日では「そうふいわ」と呼ばれることも多い。
周辺では海底火山が活動中であり、1975年に北約500メートルの海域に緑色の変色水の発生が観測されたが、火山活動との関連性は不明である。
太平洋戦争時、孀婦岩はアメリカの潜水艦が日本の海域に侵入する際に、計器の補正のための基準マーカーとして使用された。
戦後、1946年（昭和21年）3月22日に伊豆諸島が本土復帰してから、1952年（昭和27年）2月10日にトカラ列島が本土復帰するまで、この岩は日本の最南端であった。
福徳岡ノ場や明神礁と比べると波蝕の影響は限定的であり、風化の報告はなされていない。

## 生物相
海鳥の生息地であり、17種類の海鳥が棲息している。岩は鳥の糞で白くなっている。
2003年の調査では頂上にイネ科植物の植生が報告されている。
2017年の調査で新種と思われる通常の3倍ほどのウミコオロギの仲間が発見されている。
2018年5月の調査ではハサミムシの体が巨大化していることが確認されている。通常狭い島などでは小型化しやすいが、巨大化した原因は、少ない獲物をめぐり争う上で有利であり、かつ捕食者がいないためだと推測されている。

## ギャラリー

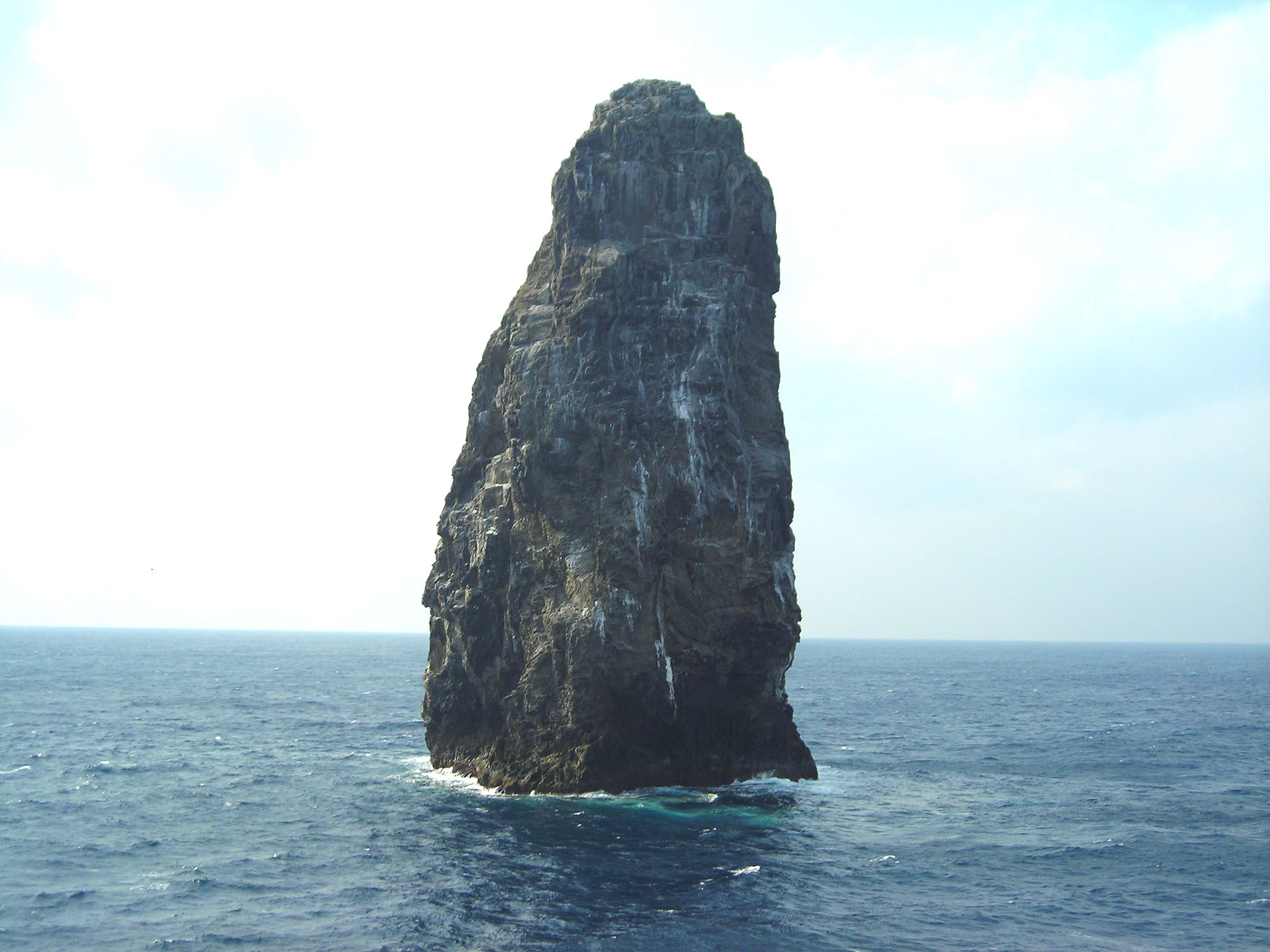
東側からの姿（2007年）
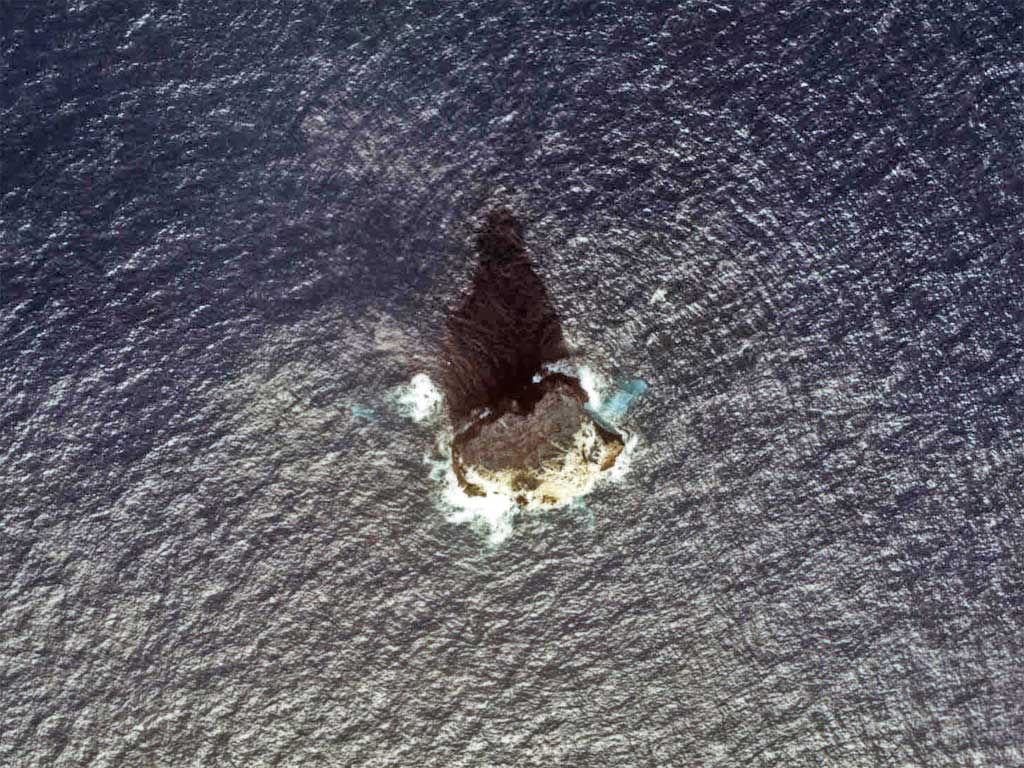
航空写真（1978年）
国土交通省 国土地理院 地図・空中写真閲覧サービスの空中写真を基に作成
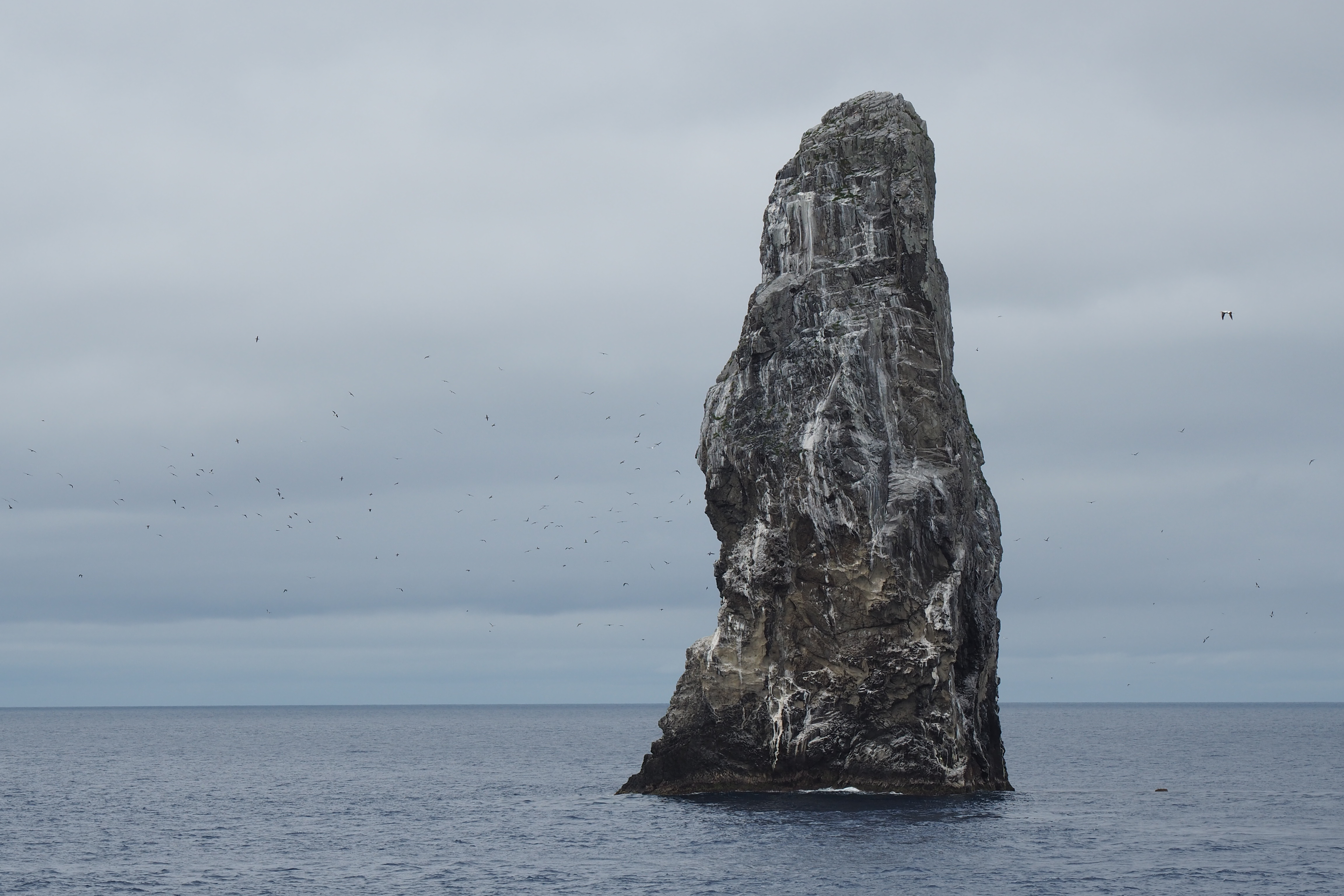
北東から見た孀婦岩。周囲をカツオドリ属と見られる海鳥が飛ぶ（2025年）